# Kupinince
Kupinince es un pueblo ubicado en el territorio de Vranje, en el distrito de Pčinja, Serbia.

## Superficie
Posee una superficie de 2,180 kilómetros cuadrados.

## Demografía
Hasta 2011 la población era de 104 habitantes, con una densidad de población de 47,70 habitantes por kilómetro cuadrado.